# Wacław Kłoczkowski
Wacław Kłoczkowski (né le 16 février 1873 à Saint-Pétersbourg - mort le 5 janvier 1930 à Varsovie) est un officier de marine russe, ukrainien et polonais.

## Biographie

### Jeunesse
Né dans une famille polonaise dans la capitale de l'Empire russe il est le fils d'Eugeniusz et Elżbieta Staniewicz. En 1893 il est reçu bachelier à Vilnius et entreprend des études à la faculté de droit de l'université de Varsovie. Pour avoir participé à une manifestation à la gloire de Jan Kiliński (en) il est déporté à Iaroslavl où il fréquente le lycée juridique Démidovitch.

### Dans la Marine impériale russe
En 1898 il s'engage dans la marine russe avec le grade de junker, l'année suivante il est promu midshipman. Il remplit la fonction d'officier de navigation sur le croiseur cuirassé Duc d'Édimbourg ensuite il sert sur la canonnière Grozyashchy (ru), le cuirassé de défense côtière Général Amiral Apraxine  (Генерал-адмирал Апраксин) et le cuirassé Petropavlovsk. En 1904 il est transféré sur le croiseur cuirassé Amiral Nakhimov. Il se distingue lors de la bataille de Tsushima, son navire touché par une torpille est abandonné par l'équipage, un officier japonais hisse le pavillon de l'Empire du Soleil levant.
Le commandant A.A. Rodionov et le lieutenant Kłoczkowski restent cachés à bord du croiseur russe, Kłoczkowski s'empare du pavillon japonais et le déchire, puis les deux officiers quittent leur bâtiment. Fait prisonnier par les Japonais, il revient en Russie en novembre 1905. Dans les années 1906 - 1907 il sert sur le croiseur Bogatyr. En 1908 il suit le cours de navigation sous-marine et prend le commandement du sous-marin Peskar (Пескарь). En 1909 il devient le commandant en second du navire-école Khabarovsk (Хабаровск), prend le commandement de la flottille de sous-marins de la mer Noire et devient commandant du sous-marin Okoun (ru). Dans les années 1912 - 1913 il commande le navire auxiliaire Bakan (Бакан), en 1913 il est fait commandant de la flottille de sous-marins de la mer Baltique. L'année suivante il est nommé commandant du contre-torpilleur Strachny (Страшный).

### Dans la Marine ukrainienne
Après le déclenchement de la Première Guerre mondiale Kłoczkowski reprend le commandement des sous-marins de la mer Noire. En 1918 le chef de l'État ukrainien Pavlo Skoropadsky nomme Kłoczkowski représentant d'Ukraine pour les relations avec l'Allemagne. Le 29 juillet 1918 il devient le chef de la Flotte de la mer Noire de l'Hetmanat, en novembre de la même année il devient commandant de la base navale de Sébastopol et commandant en chef de la Flotte ukrainienne. Au cours de son service dans la flotte de la mer Noire il est membre de l'association de militaires polonais dans l'empire russe.

### Au service de la Pologne
Le 8 avril 1919 il revient en Pologne, admis dans la Marine polonaise il devient l'adjoint au chef du Département aux affaires maritimes. Il représente la Pologne lors du traité de Versailles. De 1919 à 1922 il est le ministre plénipotentiaire à Londres, ensuite il complète ses études au Centre des études supérieures de l'armée à Varsovie. Le 1er novembre 1924 il prend le poste d'adjoint au chef du commandement de la marine de guerre. Fin 1924 il est nommé chef de la commission technique qui prépare la commande des sous-marins. En 1925 il obtient le poste de conseiller de l'ambassadeur à Paris. Le 7 mars 1927 il devient commandant de l'infanterie de la 15e division d'infanterie. Le 30 septembre 1927 il est mis à la retraite.
Wacław Kłoczkowski s'éteint le 5 janvier 1930 à Varsovie, il est inhumé au cimetière de Powązki.

## Promotions militaires
- Mitchman (Мичман) – 1899
- Lieutenant (лейтенант) – 1905
- Premier-lieutenant (старший лейтенант) – 1908
- Capitaine de 2d rang (капитан 2 ранга) – 1911
- Capitaine de 1er rang (капитан 1 ранга) – 1915
- Vitse-admiral (контр-адмирал) – 1917[3]

## Décorations
- Croix de Commandeur de l'Ordre Polonia Restituta[4]
- Croix de la Valeur polonaise
- Ordre de Saint-Michel et Saint-Georges
- Ordre de Saint-Vladimir[5],[6]
- Ordre de Sainte-Anne
- Officier de la Légion d'honneur[6]
- Médaille pour la Campagne de Chine
- Médaille de la guerre russo-japonaise
- Ordre de Saint-Stanislas